# Hordenina
Hordenina – fenetylaminowy alkaloid o słabym działaniu stymulującym. Występuje w niektórych kaktusach i akacjach. Udowodniono, że hordenina blokuje działanie 18 gatunków odpornych na penicylinę bakterii Staphylococcus.

## Występowanie w naturze
Hordenina głównie występuje w kaktusach San Pedro (Trichocereus pachanoi), Peyotl (Lophophora williamsii), Peruvian Torch (Trichocereus peruvianus). Wszystkie te kaktusy produkują też znaczne ilości meskaliny.